# Sima Xiangru
Pour les articles homonymes, voir Sima.
Sima Xiangru (chinois : 司馬相如), né en -179 à Chengdu mort en 117 av. J.-C., est un poète chinois, le principal représentant du genre fu.

## Biographie

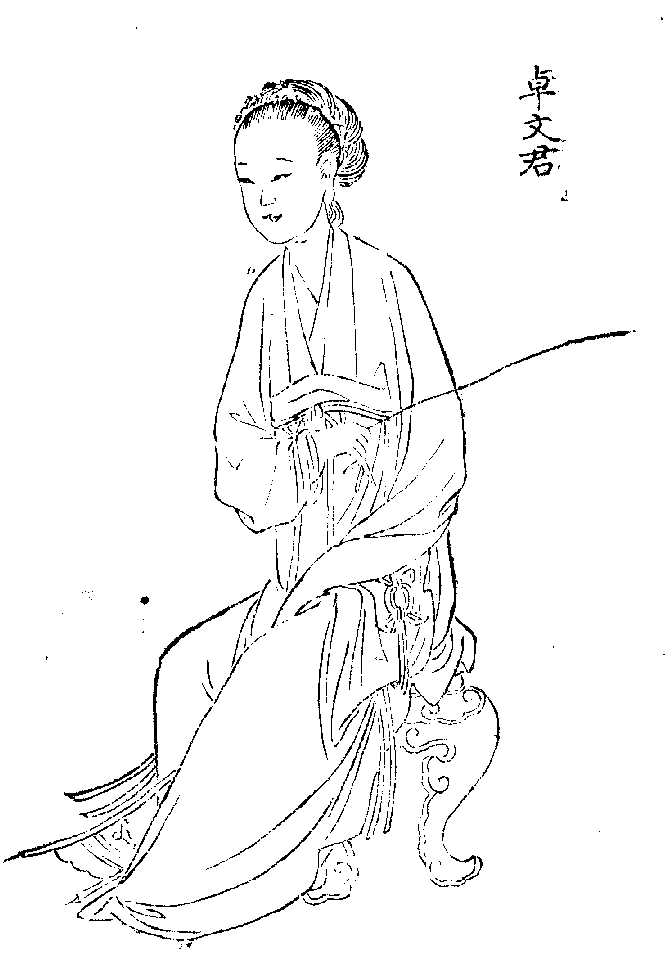
Zhuo Wenjun, portrait de 1772.

Au moins autant que pour ses fu, Sima Xiangru est connu pour son histoire d'amour avec Zhuo Wenjun (en), qui a par la suite servi de thème à de nombreux romans, poèmes ou pièces de théâtre. 
Sima a vécu dans le Sichuan, où il est célèbre comme joueur de guqin, cithare à sept cordes. Alors qu'il est invité à jouer chez un homme riche, il séduit sa fille, Zhao Wenjun, jeune veuve, et s'enfuit avec elle. Le père, indigné par la conduite de sa fille, refuse de leur fournir une aide financière. Dans la misère, le couple s'installe dans le même quartier, et ouvre un débit de boissons. Gagné par la honte, le père finit par leur donner une propriété et de l'argent.
Cette histoire a été relatée par Sima Qian dans ses Mémoires historiques.
Ses qualités d'écrivain ont valu à Sima des fonctions officielles, notamment dans son Sichuan d'origine, auprès des minorités non Han.

## Œuvre
Avec le Fu du maître Vide (子虛賦, Zi xu fu), Sima décrit deux parcs royaux en utilisant le langage avec virtuosité. Remarqué par l'empereur Wudi, il compose alors une description du parc de l'empereur, le Fu du parc Shanglin (上林賦). Deux de ses fu sont consacrés aux femmes, le Fu de la belle femme (美人賦 / 美人赋 Měirén fù) et le Fu de la porte Changmen. Ce dernier, écrit à la demande de l'impératrice délaissée par l'empereur, passe pour être la commande la plus chère jamais payée à un poète.

Le Fu du parc Shanglin (à gauche), illustré par une peinture attribuée à Qiu Ying (XVIe siècle), sur un rouleau de plus de onze mètres de long.